# Г. Тајлербер
Г. Тајлербер је био индонежански фудбалски нападач који је играо за Холандску Источну Индију на Светском првенству у фудбалу 1938. године. Такође је играо за Ђокоју Ђокџакарту. Тајлербер је преминуо.